# WTA Indianapolis
Das WTA-Turnier von Indianapolis (offiziell: Virginia Slims of Indianapolis) war ein Damen-Tennisturnier der WTA Tour, das von 1972 bis 1992 in der US-amerikanischen Stadt Indianapolis ausgetragen wurde. Bis auf das Jahr 1986, fand es in einer Halle statt. Von 1972 bis 1985 spielte man auf Teppich, ab 1986 auf Hartplatz. Katerina Maleeva ist mit drei Siegen im Einzelwettbewerb die erfolgreichste Spielerin des Turniers.

## Siegerliste

### Einzel
| Jahr           | Siegerin          | Finalgegnerin     | Ergebnis          |
| -------------- | ----------------- | ----------------- | ----------------- |
| 1972           | Billie Jean King  | Nancy Gunter      | 6:3, 6:3          |
| 1973           | Billie Jean King  | Rosemary Casals   | 5:7, 6:2, 6:4     |
| 1974–1982      | nicht ausgetragen | nicht ausgetragen | nicht ausgetragen |
| 1983           | Anne Hobbs        | Ginny Purdy       | 6:4, 6:7, 6:4     |
| 1984           | JoAnne Russell    | Pascale Paradis   | 7:6, 6:2          |
| 1985 (März)    | Kathleen Horvath  | Elise Burgin      | 6:2, 6:4          |
| 1985 (Oktober) | Bonnie Gadusek    | Pam Casale        | 6:0, 6:3          |
| 1986           | Zina Garrison     | Melissa Gurney    | 6:3, 6:3          |
| 1987           | Halle Cioffi      | Anne Smith        | 4:6, 6:4, 7:6     |
| 1988           | Katerina Maleewa  | Zina Garrison     | 6:3, 2:6, 6:2     |
| 1989           | Katerina Maleewa  | Raffaella Reggi   | 6:4, 6:4          |
| 1990           | Conchita Martínez | Leila Mes’chi     | 6:4, 6:2          |
| 1991           | Katerina Maleewa  | Audra Keller      | 7:6, 6:2          |
| 1992           | Helena Suková     | Linda Harvey-Wild | 6:4, 6:3          |

### Doppel
| Jahr           | Siegerinnen                          | Finalgegnerinnen                   | Ergebnis          |
| -------------- | ------------------------------------ | ---------------------------------- | ----------------- |
| 1972           | Rosemary Casals Karen Krantzcke      | Judy Tegart Françoise Dürr         | 6:3, 6:2          |
| 1973           | Rosemary Casals Billie Jean King     | Margaret Court Lesley Hunt         | 7:5, 6:4          |
| 1974–1982      | nicht ausgetragen                    | nicht ausgetragen                  | nicht ausgetragen |
| 1983           | Lea Antonoplis Barbara Jordan        | Yvonne Vermaak Candy Reynolds      | 5:7, 6:4, 7:5     |
| 1984           | Cláudia Monteiro Yvonne Vermaak      | Beverly Mould Elizabeth Smylie     | 6:7, 6:4, 7:5     |
| 1985 (März)    | Elise Burgin Kathleen Horvath        | Jennifer Mundel Molly Van Nostrand | 6:4, 6:1          |
| 1985 (Oktober) | Bonnie Gadusek Mary Lou Piatek       | Penny Barg Sandy Collins           | 6:1, 6:0          |
| 1986           | Zina Garrison Lori McNeil            | Candy Reynolds Anne Smith          | 4:5 Aufgabe       |
| 1987           | Jenny Byrne Michelle Jaggard         | Beverly Bowes Hu Na                | 6:2, 6:3          |
| 1988           | Laryssa Sawtschenko Natallja Swerawa | Katrina Adams Zina Garrison        | 6:2, 6:1          |
| 1989           | Katrina Adams Lori McNeil            | Claudia Porwik Laryssa Sawtschenko | 6:4, 6:4          |
| 1990           | Patty Fendick Meredith McGrath       | Katrina Adams Jill Hetherington    | 6:1, 6:1          |
| 1991           | Patty Fendick Gigi Fernández         | Katrina Adams Mercedes Paz         | 6:4, 6:2          |
| 1992           | Katrina Adams Elna Reinach           | Sandy Collins Mary Lou Daniels     | 5:7, 6:2, 6:4     |